# Cromidon microechinos
Cromidon microechinos är en flenörtsväxtart som beskrevs av O.M. Hilliard. Cromidon microechinos ingår i släktet Cromidon och familjen flenörtsväxter. Inga underarter finns listade i Catalogue of Life.